# 卡米·克雷格
卡米·克雷格（英語：Kami Craig，1987年7月21日—），美国女子水球运动员。她曾代表美国国家队参加2008年、2012年和2016年夏季奥林匹克运动会水球比赛，获得二枚金牌和一枚银牌。